# Marie Ferron
Marie Ferron (eigentlich Maria Aloisia Fiedler; * 5. August 1879 in Wien; † 21. Dezember 1971 in Fürstenfeldbruck) war eine österreichische Schauspielerin.

## Leben und Wirken
Die Tochter des Privatbeamten Edmund Fiedler und seiner Frau Maria, geb. Schwarz, begann ihre Bühnenlaufbahn 1895 am Stadttheater Bremerhaven. 1898 kam sie ans Raimundtheater ihrer Geburtsstadt Wien, wo sie als „Die Jugend“ in Der Bauer als Millionär debütierte, 1899 ans Landestheater Linz (Antrittsrollen: Helene in Liebesheirat und Klara in Jugend von heute) und 1901 ans Landestheater Graz. Die Saison 1904/05 verbrachte sie an der Volksoper Wien. Anschließend gelangte sie nach Hamburg, wo sie zunächst zwei Spielzeiten am Thalia-Theater blieb, ehe sie 1907 ans Stadttheater wechselte. Dort sowie am Altonaer Stadttheater wirkte sie bis nach dem Ersten Weltkrieg, unterbrochen nur von zwei kurzen Intermezzi in Leipzig. 1921 wurde sie schließlich an die Münchner Kammerspiele verpflichtet, wo sie auch Regie führte und bis in die 1930er-Jahre nachweisbar ist.
Ihr frühes Repertoire umfasste u. a. die Titelrollen in Henrik Ibsens Nora oder Ein Puppenheim und Oscar Wildes Salome sowie ferner das Rautendelein in Gerhart Hauptmanns Drama Die versunkene Glocke und die Gertrude in Otto Erich Hartlebens Tragödie Rosenmontag.
1921 absolvierte Marie Ferron einen Leinwandauftritt in der Literaturverfilmung Der Roman der Christine von Herre, blieb aber anschließend fast 40 Jahre filmabstinent. Erst 1958 kehrte sie für den Fernsehfilm Androklus und der Löwe vor die Kamera zurück. Noch im selben Jahr wurde sie von Kurt Hoffmann für seine poetische Komödie Der Engel, der seine Harfe versetzte engagiert und sollte bis 1965 noch zwei weitere Male unter seiner Regie filmen, ehe sie sich im Alter von 85 Jahren endgültig zur Ruhe setzte.
Zuletzt in Gröbenzell wohnhaft, starb Marie Ferron Ende 1971 im Pflegeheim in der Stadelbergerstraße in Fürstenfeldbruck und wurde im Städtischen Krematorium des Münchner Ostfriedhofs feuerbestattet.

## Filmografie
- 1921: Der Roman der Christine von Herre
- 1958: Androklus und der Löwe (Fernsehfilm)
- 1959: Der Engel, der seine Harfe versetzte
- 1959: Das schöne Abenteuer
- 1965: Dr. med. Hiob Prätorius